# Expedition 34

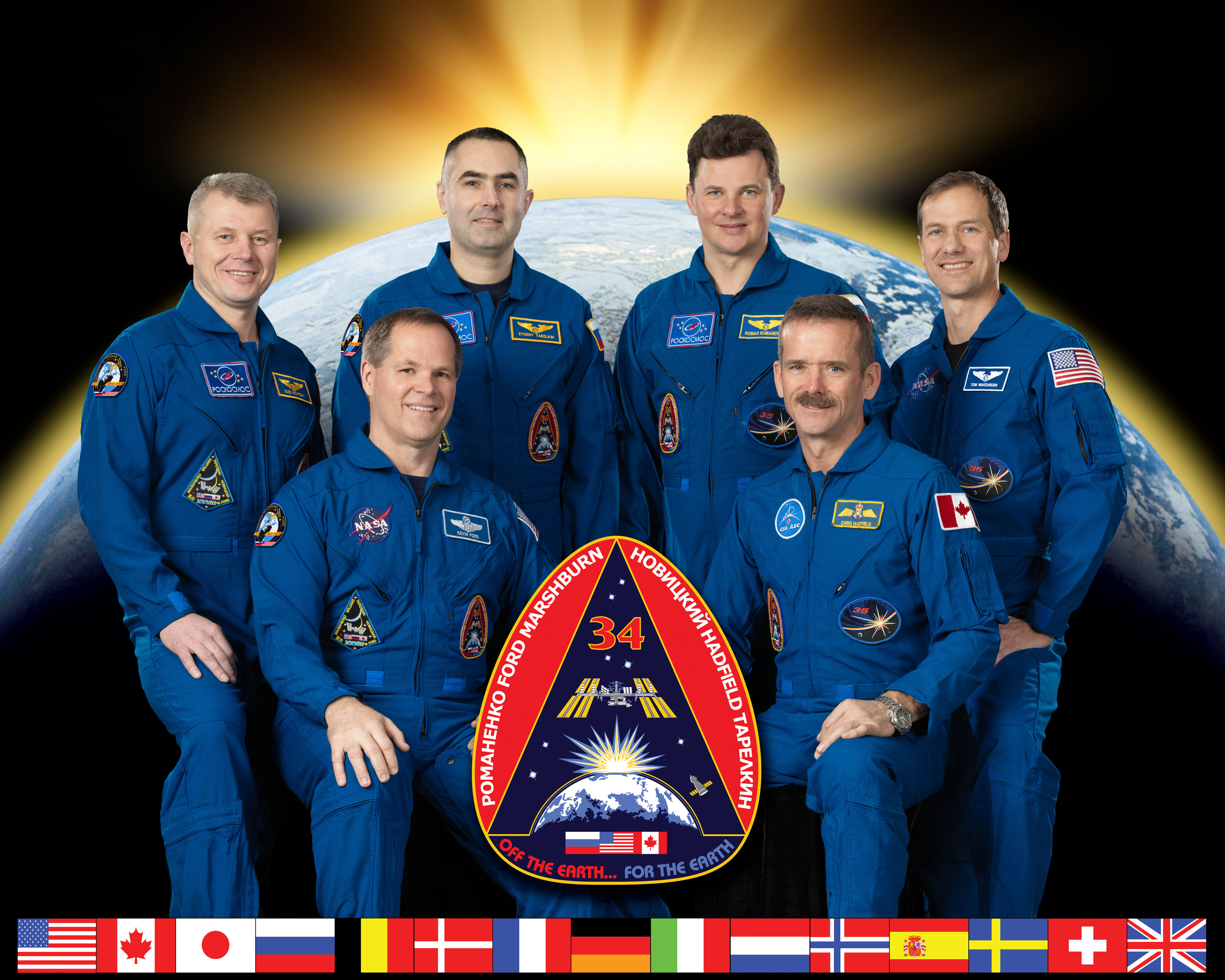
Expedition 34 besättning.

Expedition 34 var den 34:e  expeditionen till Internationella rymdstationen (ISS). Expeditionen började den 18 november 2012 med Sojuz TMA-05M som sedan återvände med Expedition 33:s besättning till jorden från ISS.
Thomas Marshburn, Chris Hadfield och Roman Romanenko anlände till rymdstationen med Sojuz TMA-07M den 21 december 2012.
Expeditionen avslutades den 15 mars 2013 då Kevin A. Ford, Oleg Novitskiy och Evgeny Tarelkin återvände till jorden med Sojuz TMA-06M.

## Besättning
| Position       | Första delen (November 2012)              | Andra delen (december 2012 - 15 mars 2013) |
| -------------- | ----------------------------------------- | ------------------------------------------ |
| Befälhavare    | Kevin A. Ford, NASA Hans andra rymdfärd   | Kevin A. Ford, NASA Hans andra rymdfärd    |
| Flygingenjör 1 | Oleg Novitskiy, RSA Hans första rymdfärd  | Oleg Novitskiy, RSA Hans första rymdfärd   |
| Flygingenjör 2 | Evgeny Tarelkin, RSA Hans första rymdfärd | Evgeny Tarelkin, RSA Hans första rymdfärd  |
| Flygingenjör 3 |                                           | Thomas Marshburn, NASA Hans andra rymdfärd |
| Flygingenjör 4 |                                           | Chris Hadfield, CSA Hans tredje rymdfärd   |
| Flygingenjör 5 |                                           | Roman Romanenko, RSA Hans andra rymdfärd   |